# 艾迪塔·维爾克薇楚特
艾迪塔·维爾克薇楚特（立陶宛语：Edita Vilkeviciute；1989年1月1日—），生于立陶宛蘇維埃社會主義共和國考那斯，立陶宛超級名模。
她是高級時裝品牌： Emporio Armani、YSL Beaute、Blumarine、Calvin Klein White Label的代言人。维爾克薇楚特上過Muse、Vogue及Numero等雜誌封面或內頁，也有參與Victoria's Secret、Zac Posen、Stella McCartney等著名時裝及奢侈品的時裝展。